# Městský hřbitov v Litoměřicích
Městský hřbitov v Litoměřicích je hlavní městský hřbitov v Litoměřicích. Nachází se na západním okraji města, v ulici Žernosecká, nedaleko řeky Labe.

## Historie

### Vznik
Hřbitov byl zřízen v roce 1790 na velkém pozemku za městem jako nový městský hřbitov náhradou za rušená pohřebiště v centru města fungující od dob založení. Vysvětil jej roku 1791 biskup Ferdinand Kindermann. Založení bylo podníceno zákazem pohřbívání uprostřed sídel z roku 1784 vydaným císařem Josefem II.
Vstup tvoří později dostavěná neogotická brána s přilehlými přízemními budovami, které tvoří zázemí hřbitovní správy a obřadní síň. U zdí hřbitova jsou umístěny hrobky významných obyvatel města. V severovýchodní části hřbitova se nachází městský židovský hřbitov zřízený roku 1876. Na hřbitově jsou také lokality, kde se pohřbívalo během epidemií.

### Převoz ostatků K. H. Máchy
Roku 1836 byl na hřbitově pohřben básník Karel Hynek Mácha. Když po uzavření Mnichovské dohody hrozilo zabrání českého pohraničí, byly 1. října 1938 z iniciativy tehdejšího guvernéra Národní banky Československé Karla Engliše Máchovy tělesné ostatky exhumovány a převezeny z Litoměřic na Vyšehradský hřbitov do Prahy, což mělo v dobové atmosféře silně manifestační vyznění.
Pohřbeni jsou zde také vojáci a legionáři bojující v první a druhé světové válce, stejně jako vojáci Rudé armády padlí při osvobozování Československa roku 1945. V těsné blízkosti hřbitova se nachází též krematorium Richard, které během druhé světové války sloužilo ke kremaci těl zemřelých vězňů z koncentračního tábora Terezín a nuceně pracujících dělníků z podzemní továrny Richard.

### Po roce 1945
S odchodem téměř veškerého německého obyvatelstva města v rámci odsunu Sudetských Němců z Československa ve druhé polovině 40. let 20. století zůstalo mnoho hrobů německých rodin opuštěných a bez údržby.
V Litoměřicích se nenachází krematorium, ostatky zemřelých jsou zpopelňovány povětšinou v krematoriích v Ústí nad Labem či Mělníku (válečné krematorium Richard není užíváno).

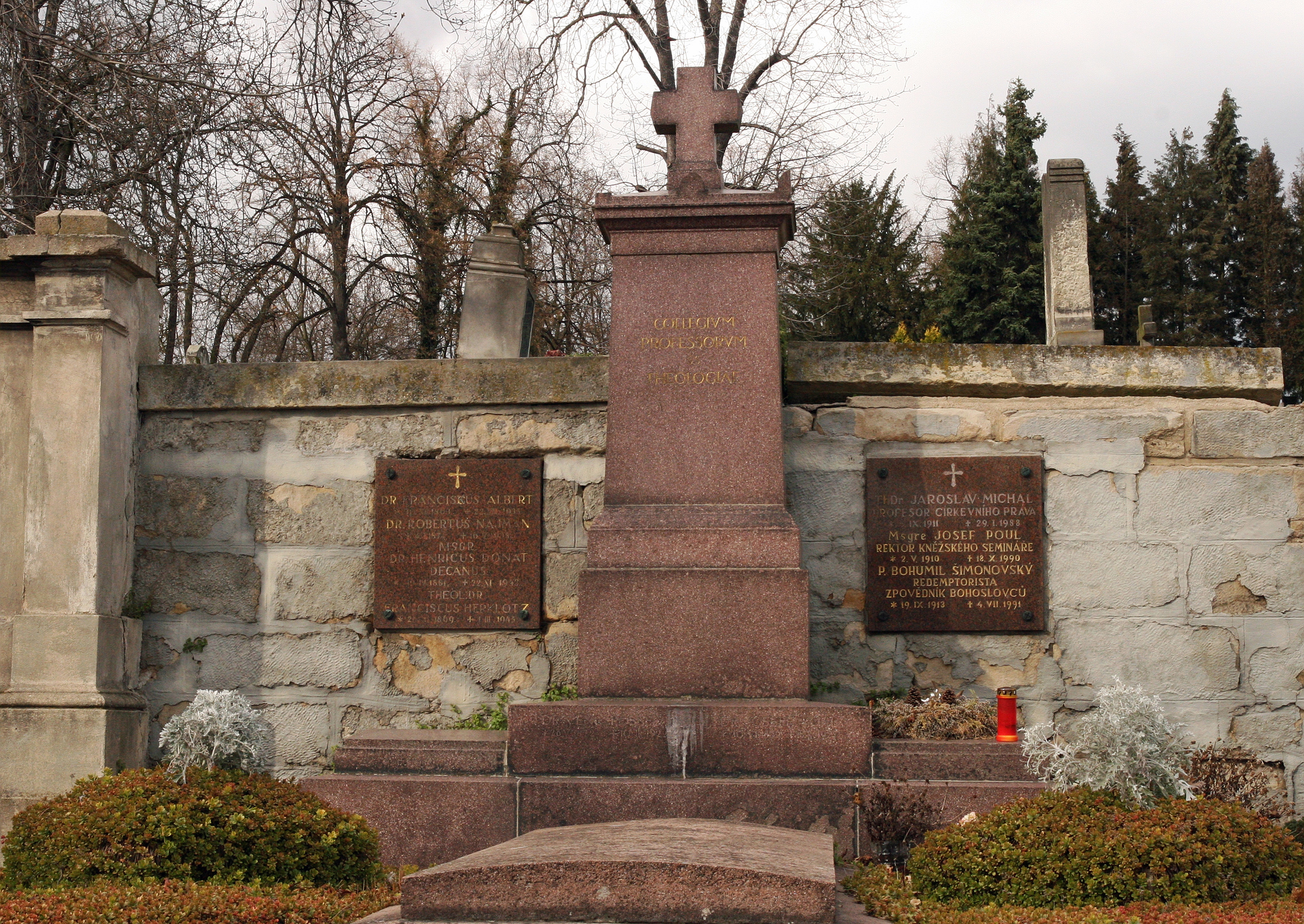
Hrobka profesorů teologie

## Hroby nejznámějších osobností
- Štěpán Trochta (1905–1974) – český katolický biskup a kardinál
- Felix Holzmann (1921–2002) – český komik
- František Chábera (1912–1999) – československý vojenský pilot RAF
- Karel Hynek Mácha (1810–1836) – básník (roku 1938 ostatky převezeny do Prahy)
- Augustin Fibiger (1868–1936) – katolický duchovní, monsignore
- Josef Seifert (1822–1904) – katolický prelát, děkan litoměřické kapituly
- František Jakub Jindřich Kreibich (1759–1833) – katolický kněz a kartograf
- Martin Marek Krupica (1965-2018) – pravoslavný kněz a vysokoškolský pedagog
- Eugen Ledebur-Wicheln (1873-1945) – český šlechtic a politik

## Galerie

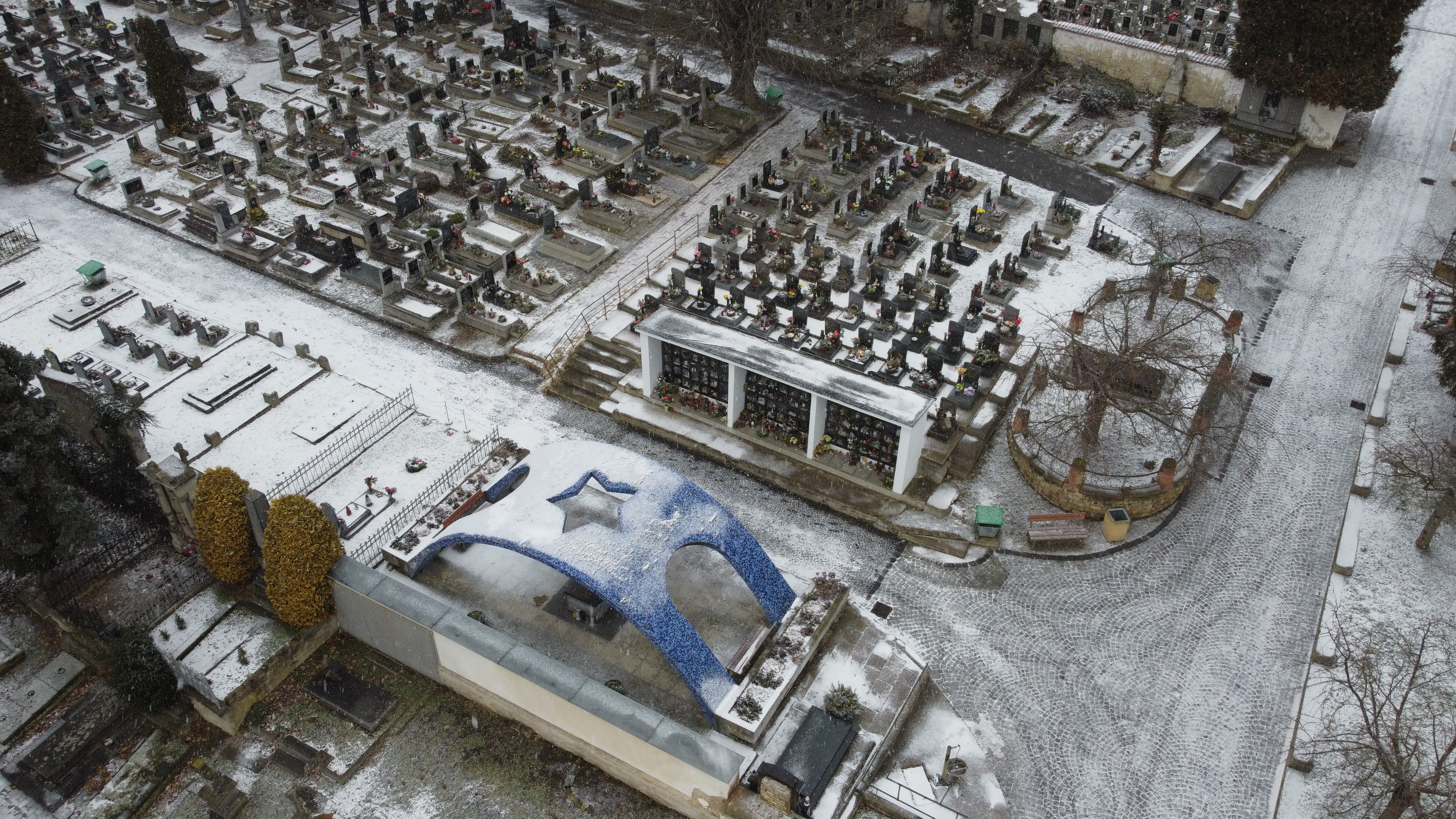
Letecký pohled
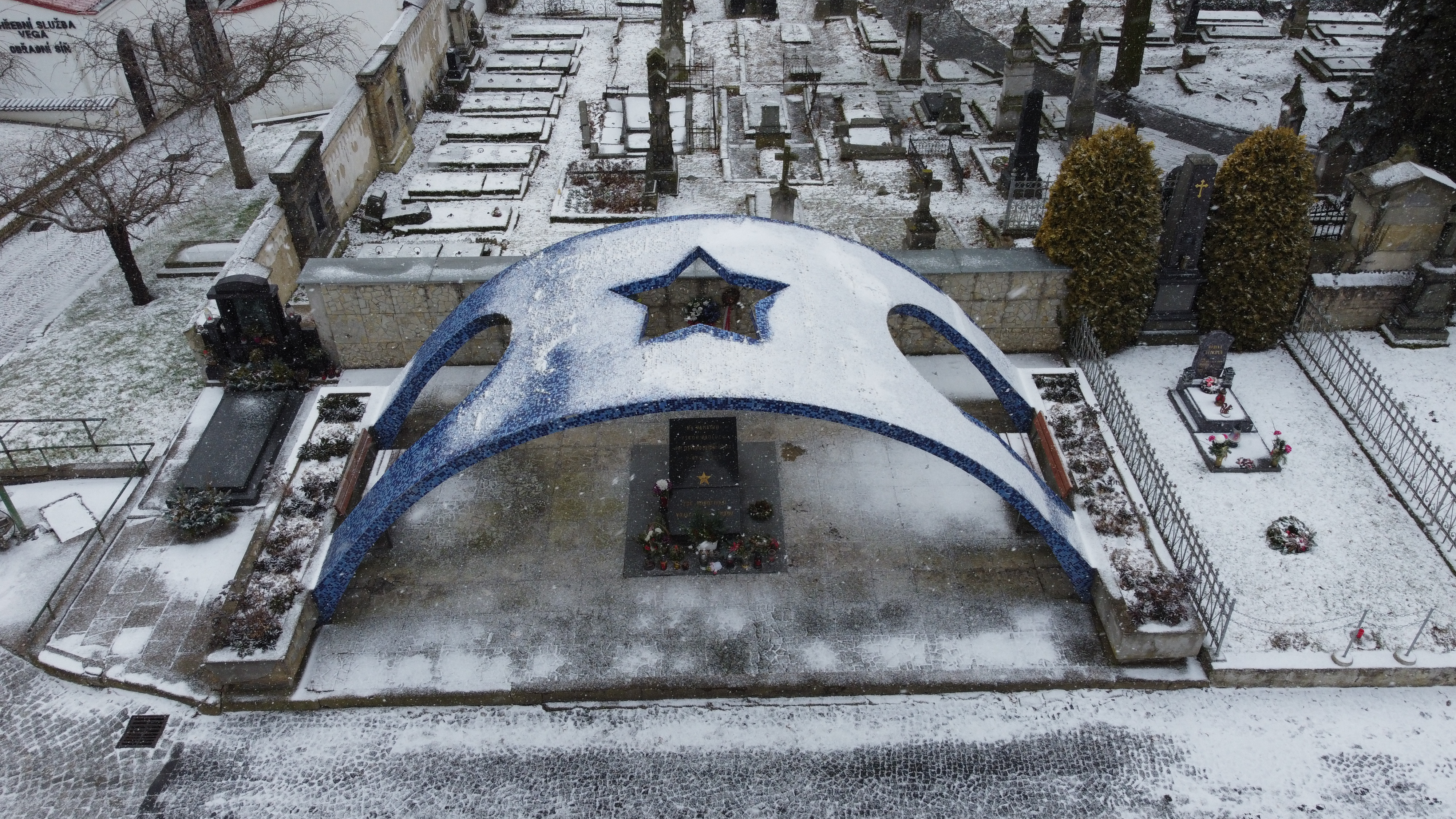
Pomník Rudoarmějcům s plastikou pokrytou mozaikou od J. Tůmy, 1967
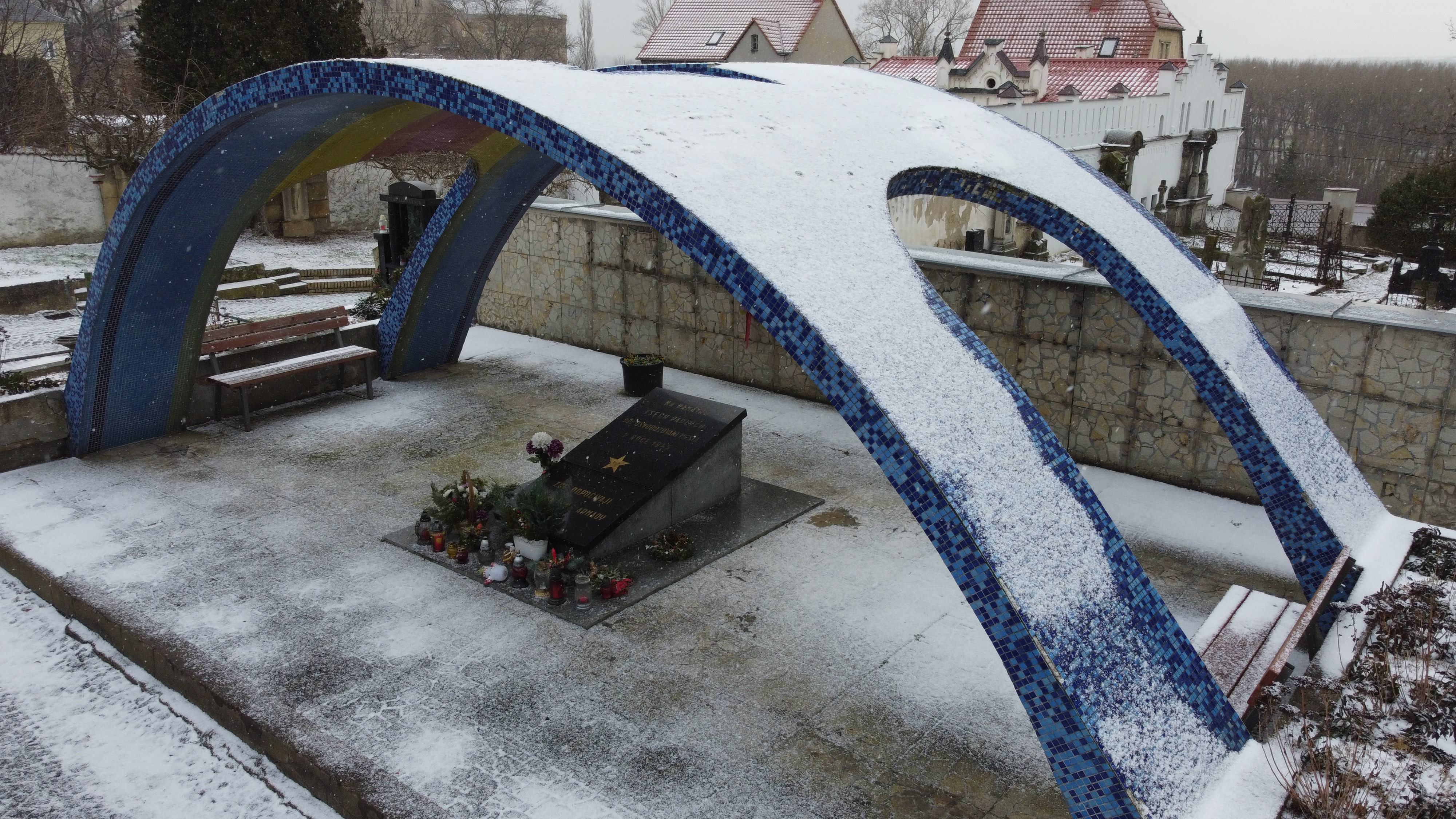
Detail pomníku
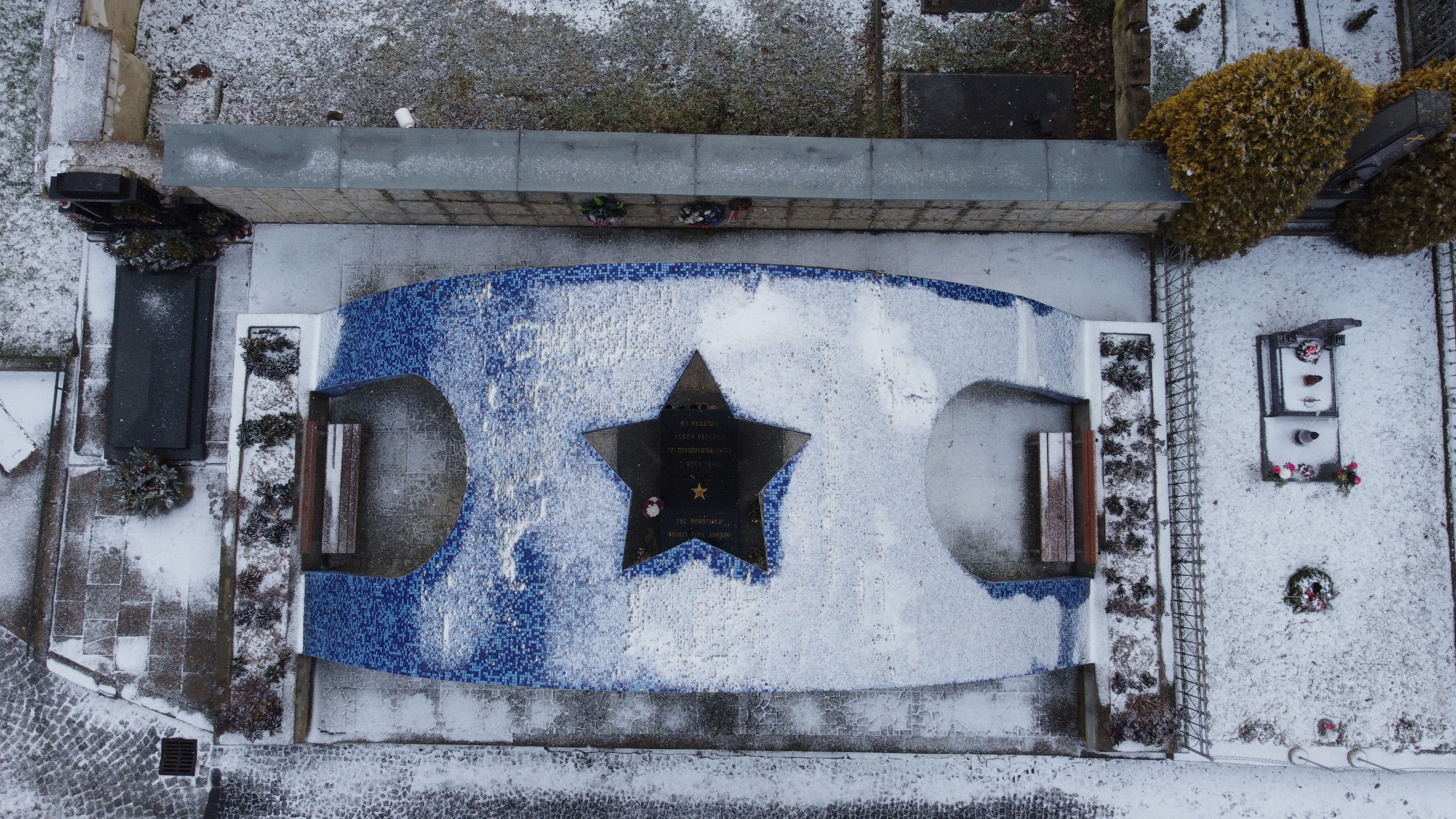
Pomník zhůry